# Eurocops
Eurocops war eine europäische TV-Krimiserie, die zwischen 1988 und 1992 produziert wurde.
Sieben europäische Fernsehanstalten starteten 1988 die gemeinsame Reihe Eurocops, in der jeweils einige Folgen vom ZDF (Deutschland), vom ORF (Österreich), von der SRG (Schweiz), von der RAI (Italien), von Antenne 2 (Frankreich), Channel 4 (Vereinigtes Königreich) und TVE (Spanien) beigesteuert wurden. Die ermittelnden Polizisten waren unter anderem Heiner Lauterbach (Deutschland), Bernd Jeschek (Österreich) und Diego Abatantuono (Italien).
Die erste Folge im deutschen Fernsehen war Tote reisen nicht, ein Schweizer Beitrag, der am 6. November 1988 im ZDF ausgestrahlt wurde. Bis 1993 wurden insgesamt 70 Folgen gesendet.

## Vorspann
Der Vorspann ist vollständig am Computer entstanden, was für diese Zeit noch außergewöhnlich war. Aus einer virtuellen Stadtkarte, die die Städte zeigt, in denen Eurocops spielt, „fahren“ Skulpturen hoch, die Verbrechen zeigen. Am oberen Bildrand werden die jeweilige Landesfahne, die jeweilige Polizeimarke (für Deutschland der Polizeistern von Nordrhein-Westfalen), ein Foto des Ermittlers und die Personalien eingeblendet. In der Schlusseinstellung „fährt“ die Polizeimarke des Landes, in dem die jeweilige Folge spielt, aus der Karte und unten wird der Schriftzug Eurocops eingeblendet.

## Titelmusik
Die Titelmusik wurde von Jan Hammer geschrieben, dem Komponisten der Titelmelodie von Miami Vice.